# Spark-Renault Z.E. 15
La Spark-Renault Z.E. 15 è una vettura da competizione costruita dalla Renault per il team DAMS per partecipare al campionato di Formula E 2015-2016.

## Vettura

### Meccanica
La monoposto è caratterizzata da un cambio a 2 marce e motore singolo costruiti dalla Renault. La soluzione garantisce un'accelerazione immediata ed un'elevata velocità di punta.

### Livrea
La livrea porta i colori del team e della Renault, ovvero il giallo e il blu. Sull'alettone posteriore si nota la scritta "Renault".

## Stagione
La soluzione adottata dal team si rivela molto competitiva, al punto che Buemi giunge a podio in 3 delle prime 4 gare, vincendone 2. Al termine della stagione la vettura garantirà al team sia il titolo piloti che quello costruttori.

## Risultati
| Anno    | Squadra        | Gomme | No. | Piloti          | 1   | 2   | 3   | 4   | 5   | 6   | 7   | 8   | 9   | 10  | Punti | Pos |
| ------- | -------------- | ----- | --- | --------------- | --- | --- | --- | --- | --- | --- | --- | --- | --- | --- | ----- | --- |
| 2015-16 | Renault-e.dams | M     |     |                 | CHI | MAL | URU | ARG | MEX | USA | FRA | GER | GBR | GBR | 243   | 1°  |
| 2015-16 | Renault-e.dams | M     | 8   | Nicolas Prost   | Rit | 10  | 5   | 5   | 3   | 11  | 4   | 4   | 1   | 1   | 243   | 1°  |
| 2015-16 | Renault-e.dams | M     | 9   | Sébastien Buemi | 1   | 12  | 1   | 2   | 2   | 16  | 3   | 1   | 5   | Rit | 243   | 1°  |